# Gogrial
Gogrial hay Qaqriyal là một thị trấn thuộc bang Warrap, Nam Sudan. Vào năm 2011, dân số thị trấn được ước tính là khoảng 44.600 người.

## Vị trí
Gogrial nằm gần biên giới với Cộng hòa Sudan và vùng Abyei. Vị trí này nằm cách thủ đô Juba khoảng 700 km (430 mi) về phía tây bắc.

## Giao thông
Tuyến đường B38 từ Wau đến Babanusa đi qua Gogrial theo hướng bắc – nam. Thị trấn cũng có một sân bay nhỏ với đường băng chưa trải nhựa.